# Spring Airlines Japan
Spring Airlines Japan Co., Ltd. (春秋航空日本株式会社, Shunjū Kōkū Nihon Kabushiki Gaisha) est une compagnie aérienne à bas prix basée à Kozunomori, Narita, au Japon. Elle est détenue à 33% par la compagnie chinoise Spring Airlines, le reste étant détenu par différents investisseurs Japonais.

SAJ a commencé ses opérations en août 2014. Elle dessert avec ses 6 appareils 10 destinations (janvier 2021). 

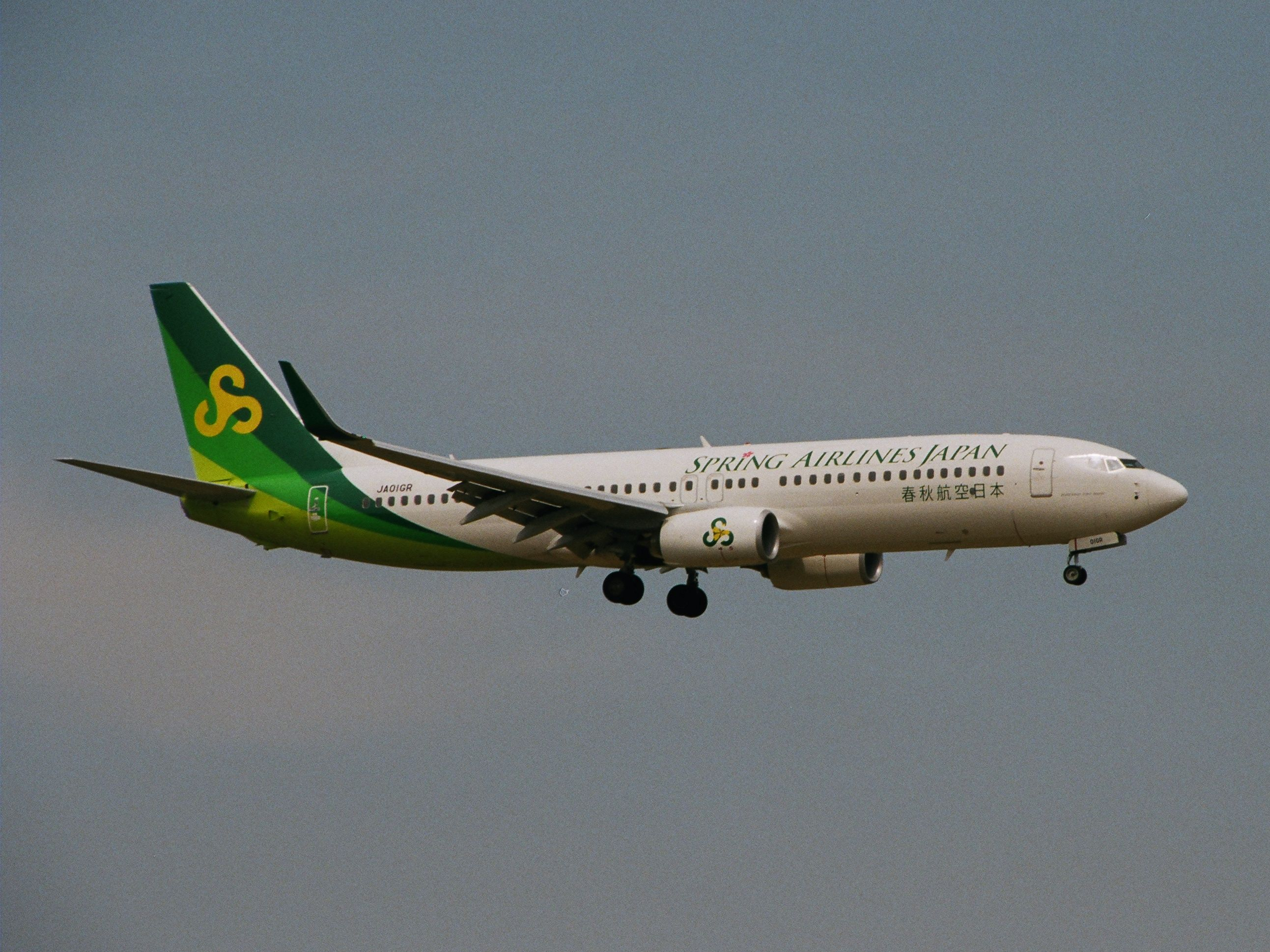
Boeing 737-800 de Spring Airlines Japon à l'Aéroport International de Narita

## Histoire

### 2012 - De la création de la compagnie au premier vol
Si le marché des compagnies aériennes à bas prix prend de l'ampleur au Japon avec la création en 2012 de Peach Aviation, Jetstar et Air Asia Japan, celles-ci sont issues de sociétés affiliées telles qu'ANA ou JAL. C'est pourquoi la compagnie émergente à bas coûts chinoise Spring Airlines, qui dessert plusieurs villes au Japon, réfléchit à son implantation dans l'archipel afin de pouvoir y transporter efficacement ses touristes chinois.
La compagnie est établie en 2012 sous le nom de Spring Airlines Japan et obtient son certificat de transporteur aérien le 17 décembre 2013. Elle prévoit dans un premier temps de se doter sous la forme d'un contrat de location auprès d'AWAS, société spécialisée dans le leasing d'avions, d'une flotte de 3 Boeing 737-800 de 189 places, et choisit pour hub le terminal 2 de l'aéroport international de Narita.
Le début des vols est prévu pour mai 2014 à raison de deux vols quotidiens vers trois destinations : Takamatsu, Hiroshima et Saga. Cependant, en raison de retards dans le programme d'entraînement de ses pilotes, la date du début des opérations est repoussée au 27 juin 2014. Après un deuxième report, c'est finalement le 1ᵉʳ août 2014 qu'aura lieu le vol inaugural (vol IJ621 pour Hiroshima). La ligne Narita - Takamatsu est réduite à un seul aller-retour quotidien.

### 2015 - Expansion de son réseau domestique et international
Dans un premier temps la compagnie avait prévu d'élargir progressivement son réseau domestique et international, mais le taux de remplissage, et celui de la ligne Narita-Takamatsu en particulier, ne répond pas aux attentes. Celle-ci est réduite d'un vol quotidien à quatre vols hebdomadaires à partir du programme des vols d'été 2015, puis fermée à partir du programme des vols d'hiver 2015 (25 octobre 2015) après seulement un an et deux mois de service. Les lignes desservant Saga et Hiroshima sont maintenues.
Afin de se sortir de cette situation difficile, Spring Airlines Japan diversifie ses services afin d'attirer davantage les touristes japonais. Le 8 avril 2015 ouvre à l'aéroport de Narita le nouveau Terminal 3 dédié aux compagnies aériennes à bas-prix, d'où elle officiera désormais. Elle en profite pour y ouvrir le même jour sous sa marque deux magasins de souvenirs 'Spring Shop Haru' et Spring Shop Aki'. Le 12 décembre de la même année, l'une des plus grandes chaînes de magasins d'électronique au Japon, Bic Camera, annonce investir 1 billion de Yens dans la compagnie et ainsi s'emparer de 6% des droits de vote.
Le 13 février 2016, la compagnie inaugure sa première ligne internationale, Narita-Wuhan, et le lendemain 14 février Narita-Chongqing, qui sont desservies respectivement 3 et 4 fois par semaine. Elle revoit sa stratégie sur l'archipel et ouvre le 20 août 2016 la ligne Narita-Sapporo, très populaire auprès des touristes chinois, et qui lui permet désormais de relier l'île d'Hokkaido au nord, la capitale Tokyo, et Kyūshū au sud.
Le 28 septembre 2016, Spring Airlines Japan inaugure la ligne entre Narita et l'aéroport international d'Osaka. Elle compte ainsi s'appuyer sur le réseau de sa compagnie mère, Spring Airlines, qui dessert à partir d'Osaka de nombreuses destinations vers la Chine (Lanzhou, Shanghai, Tenshin ou encore Xian). Les deux compagnies y utilisent le même terminal 1. À cette occasion, elle annonce qu'elle va se doter dans le courant de l'année 2017 de trois nouveaux appareils à la suite de l'expansion de son réseau.
Après réception de son 4ᵉ appareil (JA04GR) le 12 janvier 2017, elle ouvre le 28 janvier la ligne Narita-Tianjin et le lendemain 29 janvier la ligne Narita-Harbin, comptant ainsi désormais quatre lignes internationales. Cependant, elle ne parvient pas à attirer les voyageurs entrant au Japan par Osaka vers Tokyo, et la ligne Narita-Osaka est annulée à partir du 29 octobre 2017.

### 2018 - Une nouvelle ère
Le 30 mars 2018, Toshiyuki Kashihara, ancien pilote chez Japan Airlines, succède à Hiroshi Ugai en tant directeur de la société. Ce changement a lieu après les deux incidents survenus entre mai et octobre 2017 impliquant pilotes et copilotes de la compagnie. Alors que Spring Airlines Japan opérait son propre programme de maintenance depuis son inauguration en 2014, elle délègue à partir du 6 juin 2018 celui-ci à Japan Airlines et JAL Engineering (JALEC) au Japon, et à Taikoo Xiamen Aircraft Engineering (HAECO Xiamen) en Chine afin d'améliorer la qualité et la sûreté de ses opérations,.
Pour faire face à l'explosion du tourisme chinois au Japon, Spring Airlines Japan augmente la fréquence de ses lignes en assurant un aller-retour quotidien entre Narita et Tianjin, puis Narita et Harbin.
Le 10 avril 2019, la compagnie annonce le changement de son identité visuelle sous la marque SPRING. La nouvelle livrée est dévoilée pour la première fois le 25 avril 2019 sur l'appareil JA06GR à l'occasion de l'inauguration de la ligne Narita-Ningbo. Le 12 décembre 2019, c'est l'aéroport de Shanghai Pudong qui est désormais desservi quotidiennement.
À la suite de la pandémie de Covid-19, les vols internationaux de la compagnie sont progressivement annulés à partir de la fin janvier 2020. Seuls les vols à destination de Harbin sont maintenus durant toute l'année 2020, avec deux, puis un unique aller-retour hebdomadaire.
Le 22 janvier 2021 est inaugurée la ligne Narita-Nankin, septième ligne internationale de la compagnie, avec un aller-retour toutes les deux semaines.

## Destinations
Au 22 janvier 2021, Spring Airlines Japan dessert les destinations suivantes :
| Base |

### Influence de la pandémie du Covid-19 sur les vols
Le 26 mars 2020, la CAAC (Administration de l'aviation civile de Chine) adopte sa "Five-One policy". Les compagnies aériennes étrangères ne sont autorisées à opérer qu'un seul vol par semaine vers la Chine. En décembre 2020 la CAAC déclare qu’elles pourraient désormais effectuer deux vols par semaine si aucun de leurs passagers n’a contracté le COVID-19. Cependant, si cinq passagers ou plus d’un vol sont testés positifs à leur arrivée, l’autorisation d’opérer de la compagnie aérienne sera suspendue pendant une semaine. Si ce nombre monte à dix ou plus, la suspension sera de quatre semaines. En outre, le nombre de passagers est limité à 75% de la capacité totale des appareils.
- Wuhan - vols annulés du 25 janvier 2020 au 27 mars 2021

- Chongqing - vols annulés du 6 février 2020 au 27 mars 2021

- Ningbo - vols annulés du 7 février 2020 au 27 mars 2021

- Tianjin - réduction à 2 vols par semaine, puis vols annulés à partir du 27 février 2020 au 19 octobre 2020. Un vol toutes les deux semaines à partir du 20 octobre 2020.

- Shanghai - réduction à trois vols par semaine à partir du 23 février 2020 jusqu'au 28 mars 2020, puis annulation à partir du 29 mars jusqu'au 27 mars 2021

- Harbin - réduction à deux vols par semaine à partir du 17 février 2020, puis à un vol par semaine du 29 mars 2020 au 27 mars 2021.

## Flotte
En décembre 2020, la compagnie compte les appareils suivants dans sa flotte : 

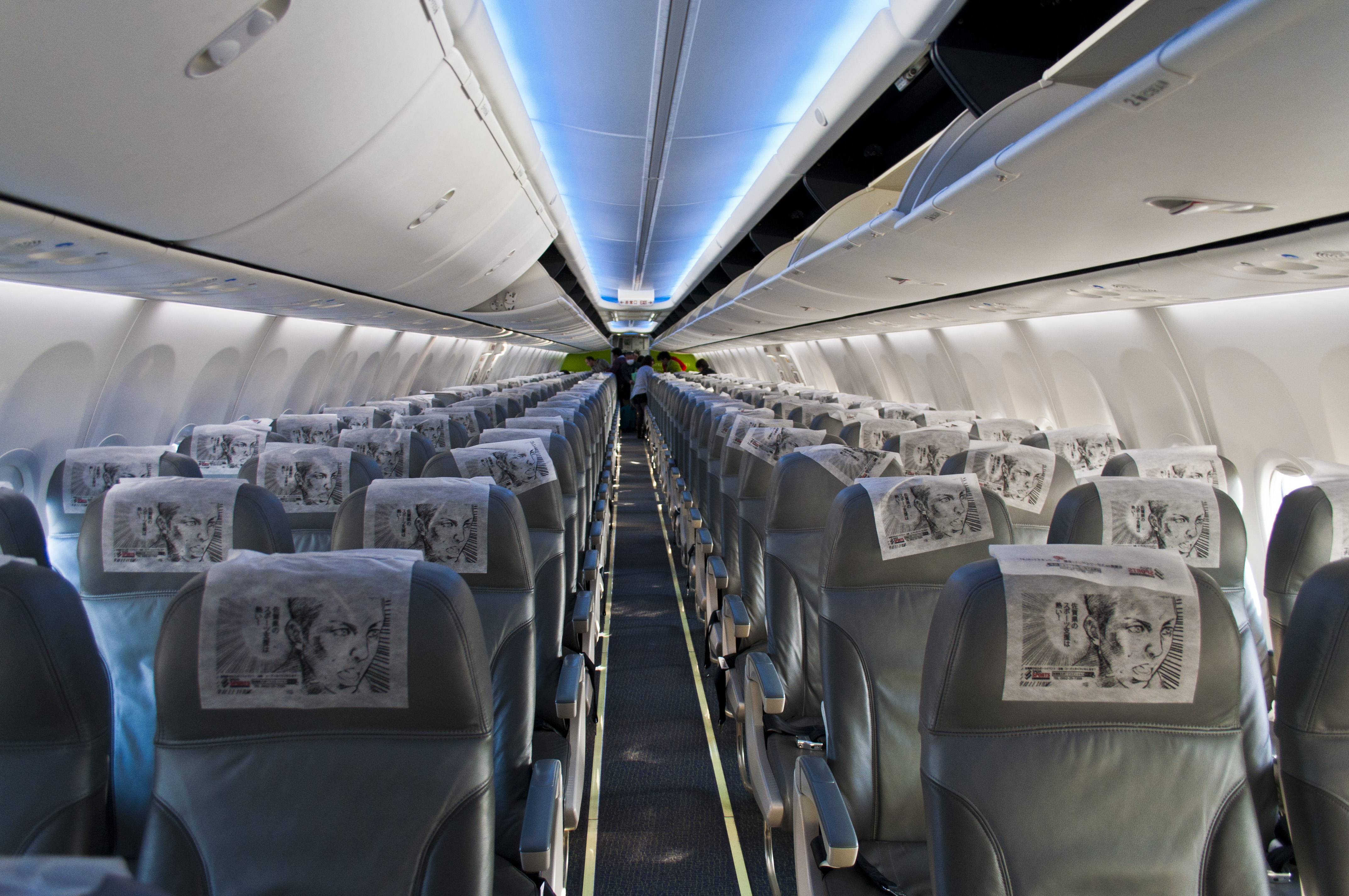
Cabine d'un Boeing 737 de Spring Airlines Japan

Spring Airlines Japan a reçu son premier appareil (JA01GR) en mai 2013.
L'appareil immatriculé JA06GR est le seul à arborer la nouvelle identité visuelle SPRING.
Tous ses appareils sont équipés de la cabine 'Boeing Sky Interior'.
Alors que Spring Airlines et les compagnies aériennes japonaises à bas prix utilisent des Airbus 320, la flotte de Spring Airlines Japan est composée uniquement de Boeing 737-800. La compagnie explique cela par le fait que des compagnies majeures comme JAL et ANA utilisent ce même modèle et que ce choix permet de former les pilotes et le personnel d'entretien avec plus de facilité.

## Incidents
- Le 22 octobre 2017, parmi les 128 passagers et 6 membres de l'équipage, une hôtesse de l'air se blesse lors du vol IJ701 Narita-Saga opéré par l'appareil JA03GR à la suite de turbulences à l'approche de l'aéroport de Saga[30].
- Fin octobre 2017, les médias annoncent qu'en mai de la même année un avion de la compagnie a tenté de décoller alors que ses volets n'étaient pas correctement positionnées et qu'en octobre, un vol Narita-Chitose a été effectué avec un plan de vol erroné[31].

## La philosophie 'SPRING'
Le 20 avril 2019, la compagnie uniformise ses deux marques Spring Airlines Japan (春秋航空日本, Shunjū Kōkū Nihon)  et Spring Japan sous la marque SPRING.